# Серапе
Сарапа, серапе або жоронго — довга хустка, схожа на ковдру, яскравого коліру та з бахромою на кінцях, яку носять у Мексиці, зазвичай чоловіки. Слово серапе використовується по відношенню до дуже м’якої ковдри з отвором посередині для голови, подібним до пончо. Сучасні варіанти деяких серапів виготовляються з капюшонами для голови. Довжина серапе спереду і ззаду, зазвичай,  досягає висоти людського коліна.

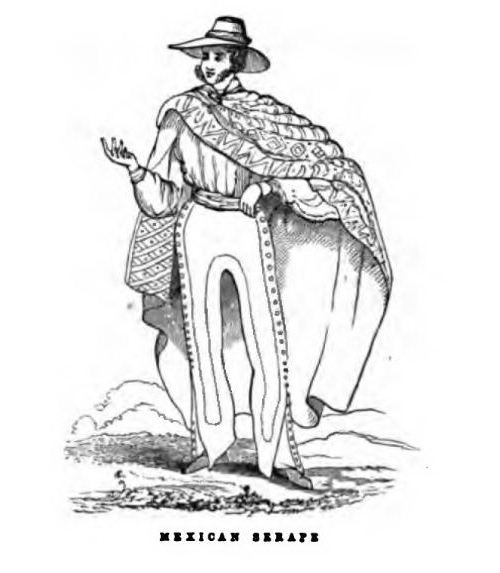
Мексиканське серапе

Традиційні серапе з високогірних областей, бувають  різних кольорів та мають різні візерунки, зазвичай типовим для високогір’я є двоколірне поєднання чорного, сірого або коричневого. Також колір може залежати від природного забарвлення овець, вирощених у конкретній місцевості. В інших частинах Мексики, традиційне серапе часто складається з темного базового кольору з смугами жовтого , помаранчевого , червоного , синього , зеленого , фіолетового або іншого яскравого кольору.

## Історія
Вважається, що Серапе було завезено до Нової Іспанії (нині Мексика) першими колонізаторами. Місто Сальтільо тісно пов'язане з розвитком серапе, хоча воно було широко розповсюджене у всій провінції, тоді відомій як Нуева Візкая.

## Пов’язані поняття
- Хуйпіл[en]
- Пончо
- Ребозо
- Тільматлі[en]